# Kandi Burruss
Kandi Lenice Burruss (College Park, Georgia, 17 de mayo de 1976), conocida profesionalmente por su monónimo Kandi, es una cantautora, actriz, personalidad de televisión y productora musical estadounidense. Obtuvo notoriedad por primera vez en 1992 como miembro del grupo vocal femenino Xscape. En 2000, ganó un premio Grammy a la mejor canción de R&B por su contribución en la composición de la exitosa canción de TLC "No Scrubs".
Burruss protagonizó la serie de telerrealidad de Bravo The Real Housewives of Atlanta desde el estreno de su segunda temporada el 30 de julio de 2009 hasta la decimoquinta temporada en 2023. Ha aparecido en seis series derivadas y complementarias de Real Housewives, comenzando con The Kandi Factory (2012) y continuando con Kandi's Wedding (2014), Kandi's Ski Trip (2015) y Xscape: Still Kickin 'It (2017), todas emitidas por Bravo. Burruss también apareció como invitado en el especial de bodas Don't Be Tardy for the Wedding de Kim Zolciak-Biermann en 2012. La sexta aparición de Burruss en la serie complementaria de Bravo, y la quinta serie en general para centrarse en Burruss, se llama Kandi & the Gang, que se estrenó el 6 de marzo de 2022. El 4 de febrero de 2024, Burruss anunció que dejaría el reality tras 14 temporadas protagonizándolo.
Burruss tuvo un papel recurrente como Roselyn Perry en la tercera temporada de la serie dramática de Showtime The Chi. También ganó la tercera temporada de la serie de competencia de Fox The Masked Singer, y quedó quinta en la segunda temporada de Celebrity Big Brother en CBS.

## Primeros años
Burruss nació en College Park, Georgia, hija del reverendo Titus Burruss Jr. y Joyce Jones. Tenía un hermano mayor, Patrick Riley (1968–1991), que murió en un accidente automovilístico. Burruss asistió a Tri-Cities High School en East Point, Georgia, y se graduó en 1994. Apareció por primera vez en la serie Teen Summit de BET a los 15 años.

## Carrera profesional

### Xscape
Antes de unirse a Xscape, LaTocha Scott había estado actuando con un grupo llamado Precise. Mientras asistía a la escuela secundaria de artes escénicas Tri-Cities en East Point, Georgia, la hermana de Scott, Tamika, conoció a Kandi Burruss. Los tres comenzaron a cantar juntos y reclutaron a un cuarto miembro, Tamera Coggins, aunque su tiempo con el grupo duró poco. Pronto se le pidió a Tameka "Tiny" Cottle que hiciera una audición para las chicas, y se formó oficialmente Xscape. Después del gran debut del grupo en el Teen Summit de BET en 1992, las chicas conocieron al ejecutivo discográfico Ian Burke, quien más tarde se convirtió en el mánager del grupo. Xscape pronto llamó la atención de Jermaine Dupri, quien más tarde contrató al grupo con su sello discográfico So So Def Recordings.
En 2017, TV One había planeado producir una película no autorizada sobre Xscape que Kandi Burruss no quería que sucediera en contra de los deseos de ella y del grupo. Llamó a las otras miembros del grupo para hablar sobre cómo comenzar un espectáculo propio. El programa se llamó Xscape: Still Kickin 'It y se estableció como una miniserie de cuatro episodios. El programa se lanzó el 5 de noviembre de 2017 y se emitió en BravoTV . Antes de que Kandi pudiera volver a unirse al grupo, quería una disculpa del miembro de la banda Tamika Scott, quien afirmó en una entrevista de 2007 que Burruss rompió el grupo al acostarse con el jefe de su sello Jermaine Dupri y su padre, Michael Mauldin. Kandi quería una disculpa por la declaración falsa que Scott dijo sobre Mauldin, pero confirmó que ella y Dupri habían estado involucrados (aunque Burruss afirma que esa no fue la razón por la que el grupo se separó). Burruss recibió una disculpa de Scott en el escenario durante un concierto en Detroit en 2017.

### Trabajo y producción en solitario
Después de la disolución de Xscape, Burruss se centró en la producción y composición de canciones. En 1999, Burruss coescribió, junto con Kevin "She'kspere" Briggs, tres canciones de gran éxito: " No Scrubs" para TLC, "Bills, Bills, Bills" para Destiny's Child, y "There You Go", el sencillo debut de Pink. Las tres canciones tuvieron participación en la escritura de sus respectivos artistas, y "No Scrubs" también fue coescrita por la excompañera de grupo de Burruss, Tameka "Tiny" Cottle.
En 2000, Kandi lanzó su álbum debut, Hey Kandi..., que generó los sencillos "Don't Think I'm Not" y "Cheatin' on Me". "Don't Think I'm Not" alcanzó el número 24 en el Billboard Hot 100. Al álbum no le fue tan bien en la lista como al sencillo principal, alcanzando el puesto 72 en el Billboard 200.
Burruss ganó el premio a la compositora del año de la Sociedad Estadounidense de Compositores, Autores y Editores en 2000, en la categoría Rhythm & Soul. Fue la primera mujer afroamericana en ganar el premio.

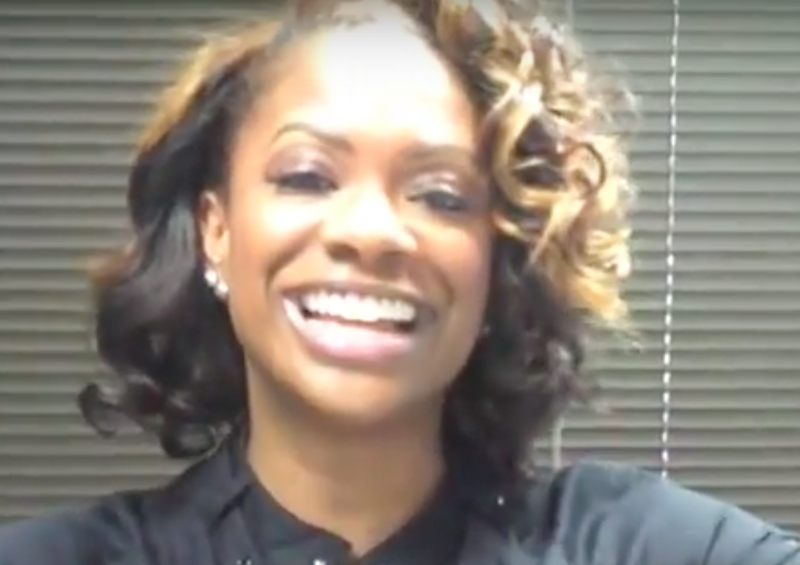
Burruss en 2011

Burruss reescribió y fue productora ejecutiva de la canción de 2009 " Tardy for the Party" para su coprotagonista de Real Housewives of Atlanta, Kim Zolciak. El 12 de marzo de 2013, Kandi Burruss y su compositor/productor colaborador, Rodney "Don Vito" Richard, presentaron una demanda contra Zolciak por las ganancias obtenidas de "Tardy for the Party". En los documentos presentados, la abogada de Burruss, la compañera de reparto de RHOA, Phaedra Parks, alega que sus clientes escribieron la canción para Zolciak y que Zolciak lanzó y vendió el sencillo "sin la autorización, licencia o consentimiento de [los] demandantes". Burruss también buscaba una orden de restricción temporal para evitar futuras ventas de la canción y la "destrucción de todas las copias del sencillo infractor y cualquier otro producto del demandado que infrinja los derechos de autor de los demandantes", daños punitivos, honorarios de abogados y un juicio con jurado. La demanda fue desestimada el 12 de octubre de 2013, luego de que el juez presidente considerara que Burruss no proporcionó suficientes pruebas de infracción de derechos de autor.
Después de una pausa en la música, Burruss lanzó su primer EP, Fly Above EP, el 29 de octubre de 2009. En diciembre de 2009, Burruss anunció que había firmado un contrato con Asylum Records después de que fracasara su contrato con Capitol Records. Su segundo álbum, Kandi Koated, fue lanzado en diciembre de 2010. Burruss también se asoció con la rapera Rasheeda de Atlanta para formar el dúo Peach Candy.
La canción de 2017 "Shape of You" de Ed Sheeran, que se ubica como uno de los sencillos más exitosos de todos los tiempos, generó comparaciones en su ritmo lírico con "No Scrubs", particularmente en la línea previa al coro, "Boy, let's not talk too much/Grab on my waist and put that body on me". Como resultado, Burruss, Cottle y Briggs recibieron créditos de coautoría en "Shape of You".

### Telerrealidad
Burruss se unió a The Real Housewives of Atlanta en su segunda temporada, que comenzó a transmitirse en julio de 2009, reemplazando a DeShawn Snow. Desde entonces, ha aparecido en todas las temporadas posteriores del programa, convirtiéndose en el miembro del elenco con más años de servicio en la serie. Cuando se unió al programa por primera vez, recientemente se había comprometido con su novio AJ y se mostró interesada en revivir su carrera musical. Se desarrolló una disputa entre ella y Nene Leakes después de que Burruss se hizo amiga de Zolciak y la ayudó a grabar su sencillo "Tardy for the Party". En la tercera temporada, Zolciak y Burruss continuaron grabando música juntos, aunque se enfrentaron por sus diferencias creativas. Más tarde se produjo un conflicto entre Burruss, Leakes y Zolciak, mientras que las dos últimas mujeres se embarcaron en una gira de conciertos promocionales. En temporadas posteriores, Burruss entabló amistad con sus compañeras de reparto Phaedra Parks y Porsha Williams, e incluso protagonizó a esta última un papel en su producción de A Mother's Love, una obra que Burruss y su esposo, Todd Tucker, crearon y produjeron. En algún momento durante su embarazo con su hijo Ace, se mostró una brecha entre Phaedra y Kandi, que finalmente se agrió debido a las tarifas de producción impagas que Parks le debía a Tucker.
Burruss participó en la segunda temporada del programa de competencia de telerrealidad Celebrity Big Brother. Ocupó el quinto lugar en la competencia y fue una de las favoritas de los fanáticos durante su participación en el programa. Apareció como jueza invitada en el episodio "From Farm to Runway" de la temporada 11 de RuPaul's Drag Race junto a la modelo y actriz Amber Valletta, que se emitió el 11 de abril de 2019.
En el 2020, compitió en la tercera temporada de The Masked Singer como "Night Angel". Originalmente, se le había pedido a Burruss que compitiera en la primera temporada, pero no pudo participar debido a otros compromisos. Sin embargo, después de ver actuar a T-Pain y de que los productores se acercaran a ella nuevamente, lo reconsideró. Burruss ganó su temporada como la primera mujer ganadora del programa. En 2022, Burruss comenzó a protagonizar Kandi & the Gang de Bravo.

### Otros emprendimientos
Burruss ha hecho cameos en series como Single Ladies, Thicker Than Water: The Tankards, Chef Roblé & Co. y Let's Stay Together. Burruss también es dueña de una compañía de juguetes sexuales llamada Bedroom Kandi. Burruss y cuatro amigos comenzaron una serie web de "sexo y relación" en Ustream, Kandi Koated Nights. El programa comenzó a transmitirse por televisión en 2018.

## Vida personal
Burruss es miembro de la Iglesia de la Santidad.
Burruss y su exnovio, Russell "Block" Spencer de Block Entertainment, tienen una hija llamada Riley Burruss, nacida el 22 de agosto de 2002. A fines de 2008, Burruss comenzó una relación con Ashley "AJ" Jewell y luego de salir varios meses, la pareja se comprometió en enero de 2009. Sin embargo, el 2 de octubre de 2009, después de sufrir heridas en la cabeza en una pelea, Jewell murió.
El 15 de enero de 2013, Burruss anunció a través de Twitter que estaba comprometida con Todd Tucker, un exproductor de línea de The Real Housewives of Atlanta, con quien había estado saliendo desde 2011 mientras filmaba la cuarta temporada. Se casaron el 4 de abril de 2014. El 22 de julio de 2015, Burruss anunció que estaba embarazada. El 6 de enero de 2016, ella y Tucker le dieron la bienvenida a su hijo. Burruss y Tucker dieron la bienvenida a su segundo hijo, una niña, a través de un sustituto el 22 de noviembre de 2019. La pareja reside en Atlanta, Georgia.

## Discografía
Álbumes de estudio
- Hey Kandi... (2000)
- Can't Rain Forever (2006) (archivado)
- Kandi Koated (2010)